# Carte d'approche
 (mai 2020).
Si vous disposez d'ouvrages ou d'articles de référence ou si vous connaissez des sites web de qualité traitant du thème abordé ici, merci de compléter l'article en donnant les références utiles à sa vérifiabilité et en les liant à la section « Notes et références ».
Les cartes d'approche et d'atterrissage à vue (VAC : Visual Approach Chart)  et les cartes d'approche aux instruments (IAC : Instrumental Approach Chart) sont des documents relatifs à un  aérodrome et permettant l'approche et l'atterrissage, respectivement en vol à vue ou en vol aux instruments. Chaque pays est responsable de ses propres cartes et les émet selon les standards de l'Organisation de l'aviation civile internationale (OACI). Elles sont élaborés par les organismes aéronautiques responsables de l'information aéronautique, comme le service de l'information aéronautique (SIA) en France ou la FAA pour les États-Unis.

## Cartes d'approche et d'atterrissage à vue

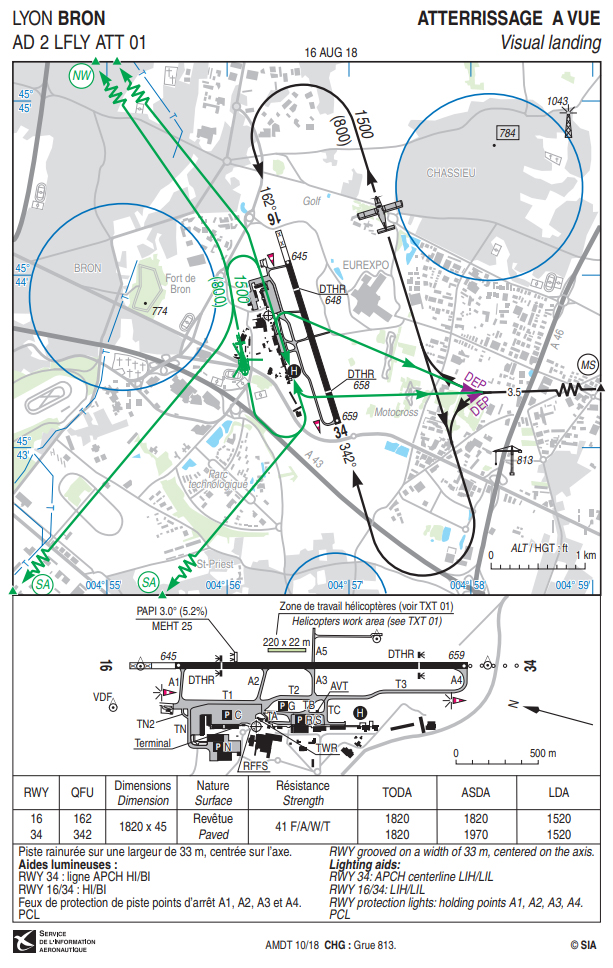
Carte VAC de l'aéroport de Lyon Bron.

Les cartes d'approche et d'atterrissage à vue (carte VAC) d'un aérodrome comprennent généralement une « carte d'approche à vue », montrant les différentes zones d'espace aérien contrôlé ou réglementé entourant l'aérodrome ainsi que les points de report radio éventuels, ainsi qu'une « carte d'atterrissage à vue » concernant les abords immédiats des pistes. Ces cartes peuvent être complétées par une page de texte donnant des informations complémentaires sur des procédures particulières de décollage ou d'atterrissage, des restrictions éventuelles, ou des renseignements d'ordre pratique (restaurants, taxis, aéro-club...).
Elles contiennent les informations suivantes :
- Le nom de l'aérodrome, ainsi que son code OACI
- Les coordonnées terrestres de l'aérodrome, ainsi que son altitude
- Les fréquences radio :
  - de l'approche ;
  - de la tour ;
  - du sol ;
  - de l'ATIS ;
  - de l'ADF ou du VOR et de l'ILS ;

- Les pistes, en précisant :
  - leurs longueurs
  - leurs revêtements
  - leurs résistances
  - les aides lumineuses disponibles
- les obstacles et dangers à l'atterrissage
- un plan des installations au sol (tour de contrôle, parking, pompe à essence...)
- les différents circuits de piste.

## Carte d'approche aux instruments

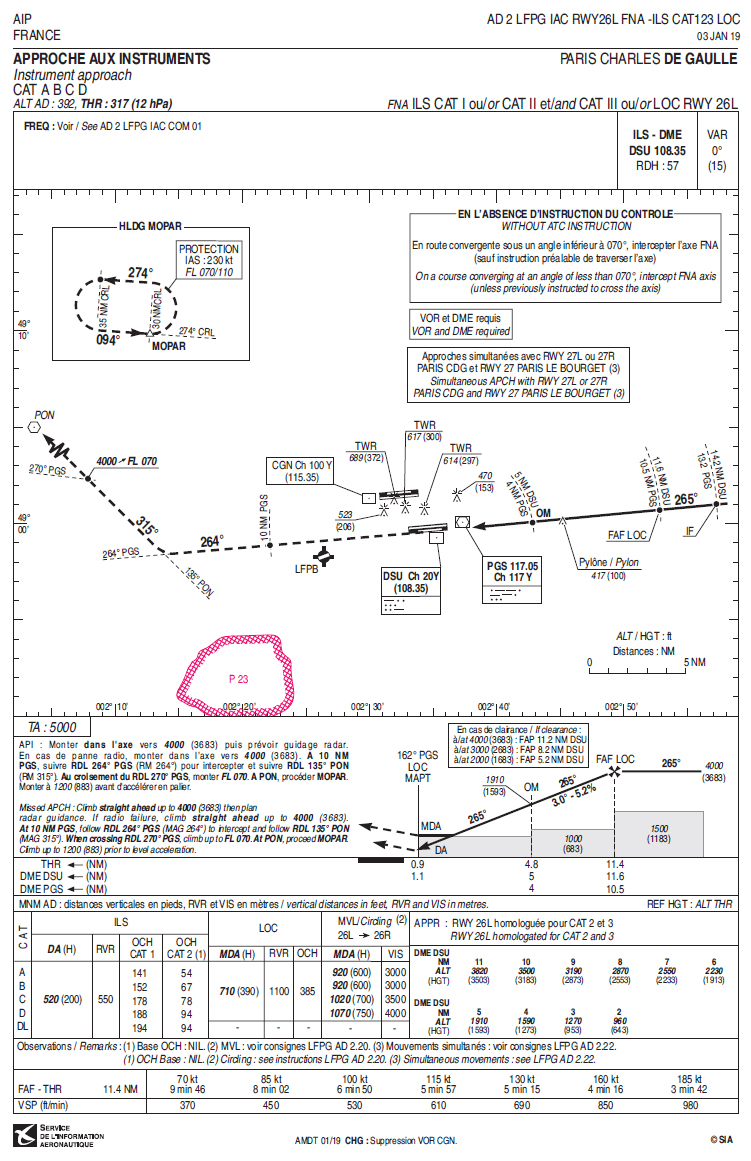
Carte de l'approche finale ILS de la piste 26L à l'aéroport de Charles-de-Gaulle.

Une carte d’approche aux instruments est un document utilisé par le pilote afin de réaliser une procédure d'approche lors de vols aux instruments (IFR). 
Ces documents sont essentiels pour un avion lors d'un atterrissage en conditions de faible visibilité, intégrant des points de passage, altitudes, et des limites minimum de visibilité. Elles comportent aussi les moyens de radionavigation et les courses à suivre.
Ces cartes permettent aux appareils de voler en sécurité depuis le dernier point en croisière jusqu'au toucher des roues pour certaines procédures. Elles ont aussi un rôle de gestion du trafic.
L'ensemble des documents composant les cartes d'approches d'un aéroport peut représenter jusqu'à plusieurs centaines de pages [réf. nécessaire], car chaque procédure d'arrivée, de départ et d'approche finale est représentée dans une carte distincte.